# Акванетта
Эта статья — об американской киноактрисе. Об американской танцовщице см. Дэвенпорт, Милдред.
Акване́тта (англ. Acquanetta; 17 июля 1921, Шайенн — 16 августа 2004, Ahwatukee) — американская киноактриса. Также известна под своим настоящим именем Ми́лдред Дэ́венпорт (англ. Mildred Davenport) и под прозвищем Венесуэльский Вулкан (англ. The Venezuelan Volcano).

## Биография
Акванетта родилась 17 июля 1921 года в городе Шайенн (штат Вайоминг, США). Некоторые источники говорят о 1920 годе её рождения, также нет полной ясности относительно места её рождения, происхождения и имени при рождении. Возможно, она родилась в городе Норристаун (штат Пенсильвания). Её имя при рождении, скорее всего, было Милдред Дэвенпорт, хотя сама актриса утверждала, что родители нарекли её Бурну Акванетта, что означает Пылающий Огонь / Глубокая Вода; и родилась она в маленьком поселении Озон в Вайоминге.
Родители Акванетты были индейцами племени арапахо (некоторые источники говорят, что обычные афроамериканцы), но в возрасте двух или трёх лет девочка осталась сиротой. Её удочерила одна семья, но вскоре Акванетта стала жить в другой приёмной семье, где оба её новых родителя были артистами. В возрасте 15 лет Акванетта начала самостоятельную жизнь. В 1942 году журнал Life сообщил, что сейчас Акванетта живёт в испанской семье в Восточном Гарлеме, выдаёт себя за венесуэлку, собирается эмигрировать в Мексику, а оттуда в Венесуэлу, рассчитывая получить гражданство этой страны.
Согласно данным переписи населения США 1940 года, у Акванетты было пять братьев и сестёр, в том числе одну из сестёр звали Кэтрин Дэвенпорт; а одного из братьев — Гораций Дэвенпорт (1918—2017), который был, согласно Pennsylvania Bar Association, «первым судьёй-афроамериканцем округа Монтгомери (Пенсильвания)».
В начале 1940-х годов Акванетта начала карьеру модели в Нью-Йорке, в агентстве Джона Пауэрса. В 1942 году она подписала контракт с киностудией Universal Pictures и успешно сыграла в нескольких фильмах категории В. Затем последовал контракт с Monogram Pictures, но ни в одной ленте этой студии Акванетта так и не появилась. Наконец девушка стала работать на RKO Pictures, но там снялась лишь в одной заметной картине и нескольких проходных, в том числе без указания в титрах. Всего за 11 лет (1942—1953) Акванетта появилась в 10 кинофильмах, в трёх из которых не была указана в титрах.
Окончив карьеру киноактрисы, Акванетта устроилась диск-жокеем на радиостанцию KMPC в Лос-Анджелесе.
В 1974 году Акванетта выпустила свою книгу стихов под названием «Слышимая тишина».
Акванетта скончалась 16 августа 2004 года в городской деревне Ахватаки (г. Финикс) от болезни Альцгеймера. На протяжении всей своей жизни она не курила, не употребляла алкоголь, кофе и чай.

### Признание
В 1987 году нью-йоркская женская музыкальная группа взяла себе название The Aquanettas в честь актрисы.
В честь Акванетты композитор Майкл Гордон написал оперу с таким же названием. Её премьера в формате «большая опера» прошла в 2006 году в немецком городе Ахен. Камерная версия оперы была поставлена в 2018 году на нью-йоркском фестивале «Прототип».

### Личная жизнь
Дата заключения первого брака Акванетты неизвестна, известно, что в 1947 году у неё родился сын Сергей (Серджи или Серхио) от мужа, «мультимиллионера» по имени Лючано Башук. В 1950 году пара развелась, женщина пыталась отсудить положенную ей половину состояния мужа, но проиграла дело, так как никаких официальных документов, подтверждающих заключение брака, не нашлось. В 1952 году её первенец в возрасте четырёх или пяти лет скончался от рака или от опухоли слюнной железы. Акванетта поначалу не получила денег от страховой компании, так как те заявили, что она не предоставила им никаких медицинских справок о хронических болезнях (нефрит и анемия) сына и прочих необходимых документов, и лишь спустя два года смогла отсудить у них 4000 долларов (ок. 38 000 долларов в ценах 2020 года).
Сразу после развода, в 1950 году, Акванетта вышла замуж второй раз. На этот раз её избранником стал художник-иллюстратор и киноактёр Генри Клайв (1882—1960), который был старше её почти на 40 лет. После заключения этого брака актриса вернулась к работе в кино после пятилетнего перерыва. В 1953 году последовал развод, детей у пары не было.
В 1955 году Акванетта вышла замуж третий раз. На этот раз её избранником стал автопромышленник и, позднее, политик Джек Росс (1927—2013). Пара переехала в штат Аризона, поселившись в городе Меса. Там актриса стала появляться на телеэкранах в рекламных роликах, а по местному телевидению поздно вечером по пятницам выходила её программа «Уголок Аквы». Супруги стали известными горожанами: они много жертвовали на развитие Симфонического оркестра Финикса, на строительство местной больницы, стали сооснователями местного театра «Стейджбраш». У пары родилось четверо сыновей: Ланс, Том, Джек-младший и Рекс. В начале или середине 1980-х годов Акванетта и Джек развелись в связи со вскрывшейся изменой мужа. Ей отошёл археологический памятник Меса-Гранде, который в 1988 году она продала городу Меса.

## Фильмография
- 1942 — Арабские ночи / Arabian Nights — Ишья (в титрах не указана)
- 1943 — Ритм островов[англ.] / Rhythm of the Islands — Луани (в титрах как Бурну Акванетта)
- 1943 — Дикая пленница[англ.] / Captive Wild Woman — Пола Дюпри, женщина-обезьяна
- 1944 — Женщина из джунглей / Jungle Woman — Пола Дюпри, женщина-обезьяна
- 1944 — Глаза мертвеца / Dead Man’s Eyes — Таня Чораки
- 1946 — Тарзан и женщина-леопард[англ.] / Tarzan and the Leopard Woman — Лиа
- 1951 — Меч Монте-Кристо[англ.] / The Sword of Monte Cristo — Фелайс
- 1951 — Затерянный континент[англ.] / Lost Continent — аборигенка
- 1951 — Кэллауэй пошёл туда[англ.] / Callaway Went Thataway — курящая аборигенка (в титрах не указана)
- 1953 — Взять высоту![англ.] / Take the High Ground! — девушка в баре (в титрах не указана)